# Usine Municipale Pavage de Bois

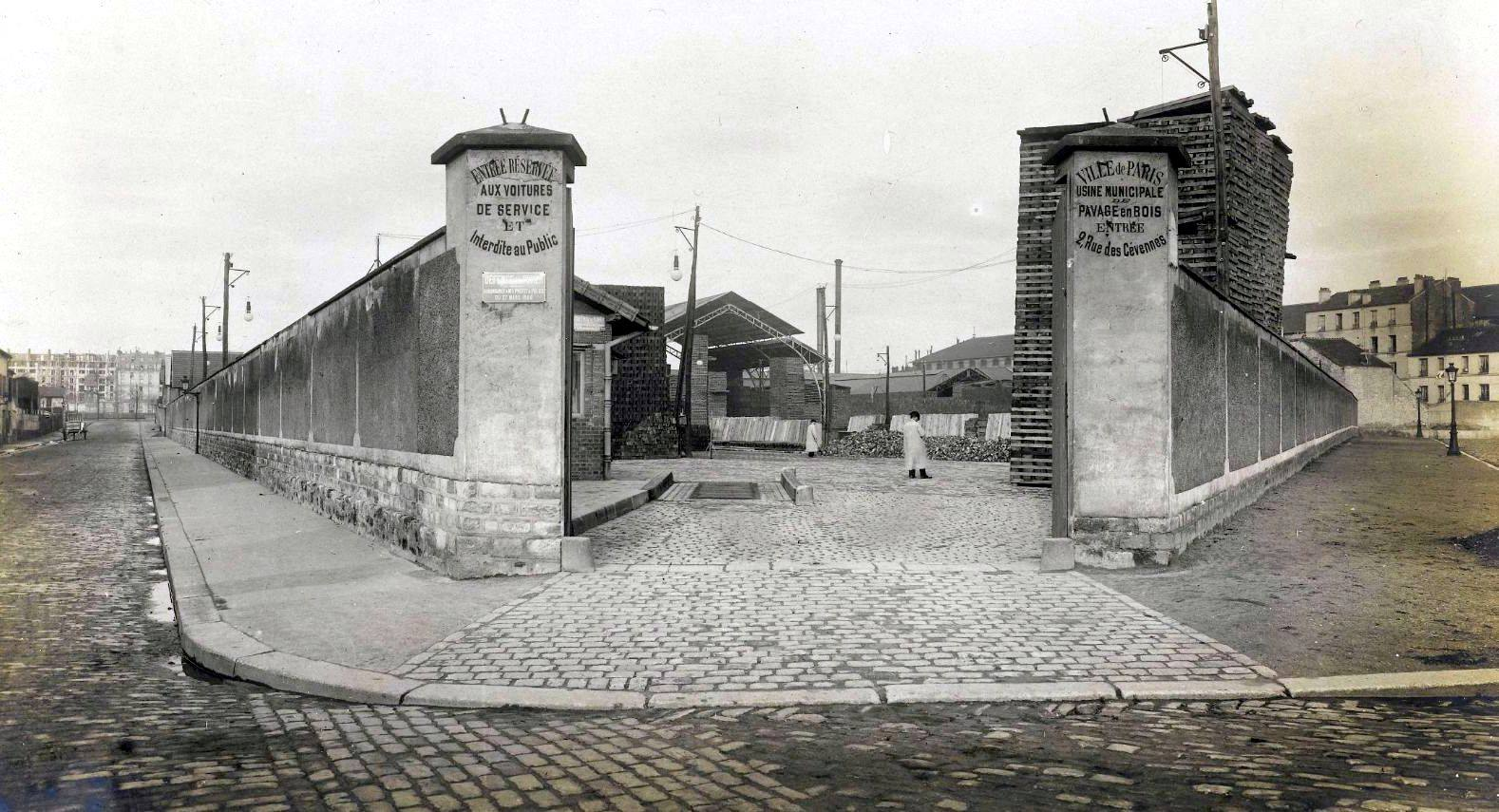
Portail de l'Usine Municipale Pavage de Bois de la Ville de Paris, rue de Cévennes.

L'Usine Municipale Pavage de Bois, située rue des Cévennes à Paris, produisait 24 000 blocs de parquet en bois de bout par heure.

## Histoire

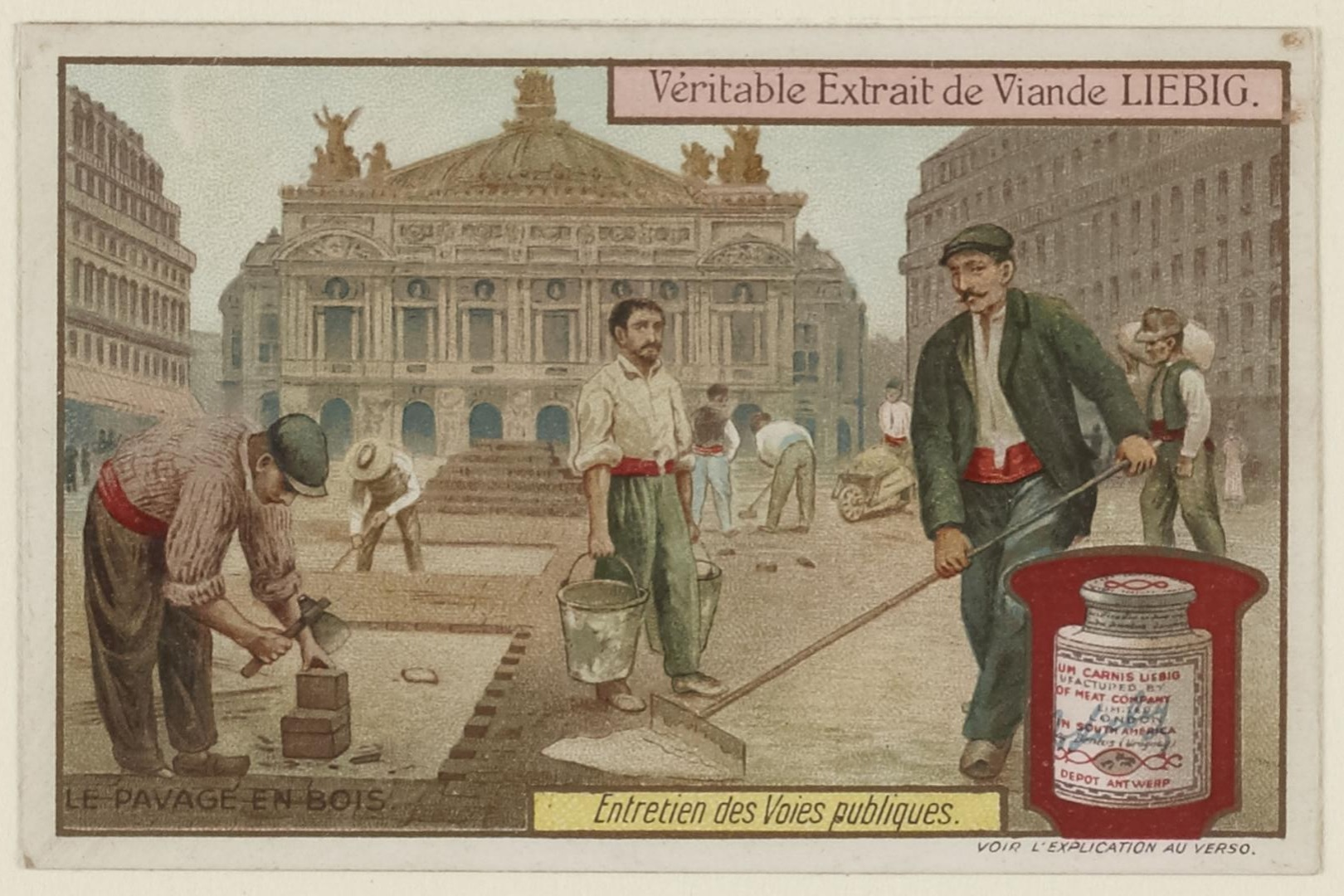
Pose d'un pavage en bois dans l'avenue de l'Opéra à Paris, vers 1909.

Dès 1842, la ville de Paris avait fait des essais de pavage en bois, notamment dans la rue du Dragon, mais ce n'est qu'à partir de 1881 que ce type de pavage fut pratiquement appliqué dans la capitale. Dans un premier temps, tous les pavages en bois étaient réalisés par des sociétés concessionnaires, mais en 1886, le conseil municipal décida de faire un essai en régie. A cet effet, une usine fut construite sur le quai de Javel, à l'angle de la rue des Cévennes, pour préparer les pavés de bois destinés aux rues du nouveau quartier de la rue Marbeuf.
L'essai ayant donné des résultats satisfaisants, il fut décidé de ne plus accorder de concessions et, à partir de ce moment, la ville réalisa elle-même tous les nouveaux pavages. Les sociétés continuèrent à assurer l'entretien des 450 km d'avenues, de rues et de carrefours pour lesquels elles avaient des concessions qui arrivaient à échéance tous les deux ans.

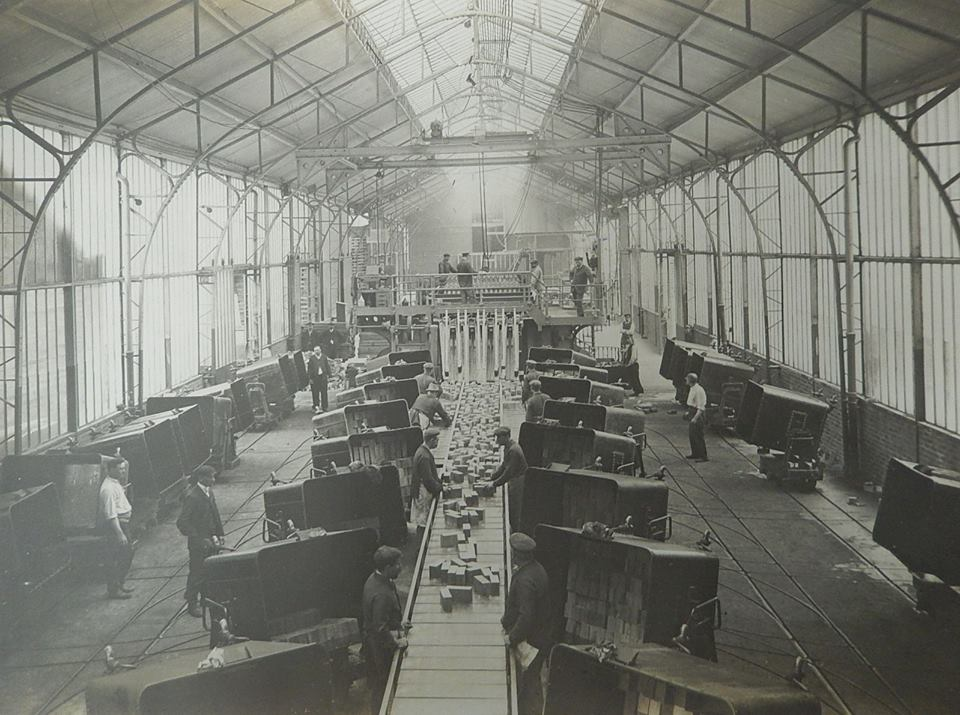
Scie à parquet Josse : vue de la « tronçonneuse », avec les ouvriers rangeaient ensuite les pavés dans des wagonnets Decauville.

M. A. Josse, directeur des ateliers municipaux de Paris, quai de Javel (aujourd'hui quai André-Citroën, à l'angle de la rue des Cévennes), inventa vers 1908 une machine à empiler le bois ainsi qu'une machine à scier les pavés en bois, qui produisait 24 000 pavés en bois par heure. Ce dispositif mécanique ingénieux et compliqué devait remplacer avantageusement les machines et méthodes utilisées auparavant et permettre une économie considérable de bois et de travail.
Aux débuts du pavage en blocs de bois à Paris, les blocs étaient sciés à l'aide de scies circulaires ou à ruban individuelles. Par la suite, trois machines de quatre ou cinq scies chacune ont été installées dans les ateliers municipaux afin de répondre à la demande croissante. Chacune de ces machines se composait essentiellement d'un cadre oscillant, à l'extrémité inférieure duquel se trouvait un certain nombre de scies auxquelles les madriers étaient amenés un par un par un opérateur. Vers 1900, cet équipement ne suffisait plus et une méthode plus rapide devait être mise au point, car le rendement journalier d'une entreprise urbaine produisant 25 millions de pavés par an ne pouvait pas être régulier sans disposer d'importantes possibilités de stockage.

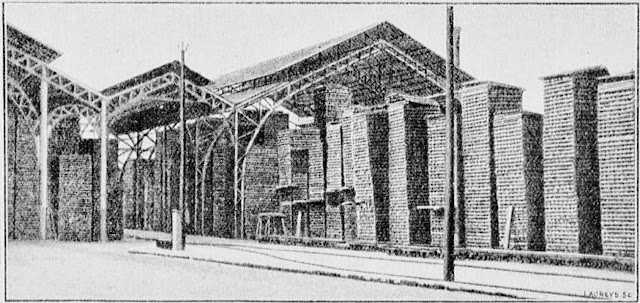
Les piles de bois à l'usine municipale du quai de Javel, 15e arrondissement, en 1908.

Les arbres n'étaient abattus qu'à certaines périodes de l'année, et la régularité des livraisons était encore compliquée par le grand nombre de fournisseurs et les aléas de la météo. Parfois, la fabrication des blocs devait être interrompue pendant des semaines pour faire face aux 20 ou 30 wagons de planches qui arrivaient chaque jour. La demande de blocs et l'offre de vieux blocs étaient en outre irrégulières, car le pavage n'était effectué que pendant la saison estivale. Les vieux blocs étaient grattés en hiver et découpés pour une utilisation ultérieure. M. Josse s'est donc efforcé de mettre au point une machine qui s'adapterait à toutes ces irrégularités ainsi qu'aux urgences soudaines inévitables dans un commerce de ce type. Le résultat de ses études fut une énorme machine de 30 mètres (100 pieds) de long, qui divisait chaque planche en 16 blocs à l'aide de 17 scies circulaires.
La crue de la Seine de 1910 détruisit plusieurs des chaussées pavées en bois,. Le volume de production commença à diminuer après la Première Guerre mondiale, dans les années 1920, car les pavés en bois étaient glissants et cassants lorsqu'ils étaient mouillés, même s'ils étaient saupoudrés de sable ou de gravier pour améliorer leur adhérence. En 1938, ils furent définitivement abandonnés au profit des pavés de granit.

## La machine à empiler les planches de bois

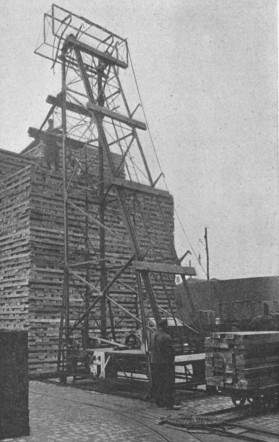
Machine à empiler les planches de bois, 1908.

M. Josse, le directeur de l'usine municipale de pavage en bois de Paris, a également inventé une machine pour empiler les planches de bois (en anglais : Josse Timber-Piling Machine). Auparavant, l'empilage des poutres, des troncs, des madriers et des traverses de chemin de fer se faisait généralement à la main. Les madriers étaient empilés sur plusieurs étages pour être séchés et stockés. Cela nécessitait une main-d'œuvre nombreuse et le travail n'était pas sans danger.
La machine était principalement composée de deux cadres triangulaires verticaux, renforcés par des entretoises. Les cadres étaient reliés à chacun des trois angles par un axe portant deux roues dentées qui actionnaient deux chaînes sans fin dans des plans verticaux parallèles aux cadres. Les chaînes portaient à intervalles réguliers des crochets destinés à recevoir et à soulever les bois équarris, qui étaient amenés au pied de la machine sur des chariots Decauville. A l'arrière de la machine se trouvaient deux paires de bras inclinés qui pouvaient être soulevés verticalement à l'aide d'un treuil actionné par un petit moteur électrique lorsque la pile prenait de la hauteur. Deux ouvriers placés à l'avant, au pied de la machine, plaçaient le bois équarri ou les poutres un par un dans les crochets fixés aux chaînes de levage. Lorsque le bois atteignait le sommet de la machine, il était basculé sur deux crochets plus longs. Ces longs crochets, tournés dans le sens inverse des crochets de levage, soutenaient le bois dans sa descente à l'arrière de la machine jusqu'à ce qu'il atteigne les bras inclinés. Ces bras prenaient le bois sur les crochets (qui continuaient à descendre avec les chaînes) et le faisaient glisser dans les mains d'un ouvrier qui se tenait sur la pile. Celui-ci passait le bois à ses collègues, qui le déposaient à sa place.
La machine à empiler le bois Josse pouvait fonctionner en continu et son utilisation permettait de réduire considérablement la main-d'œuvre. Elle était surtout conçue pour fonctionner dans de grands entrepôts de bois.

## La «tronçonneuse»

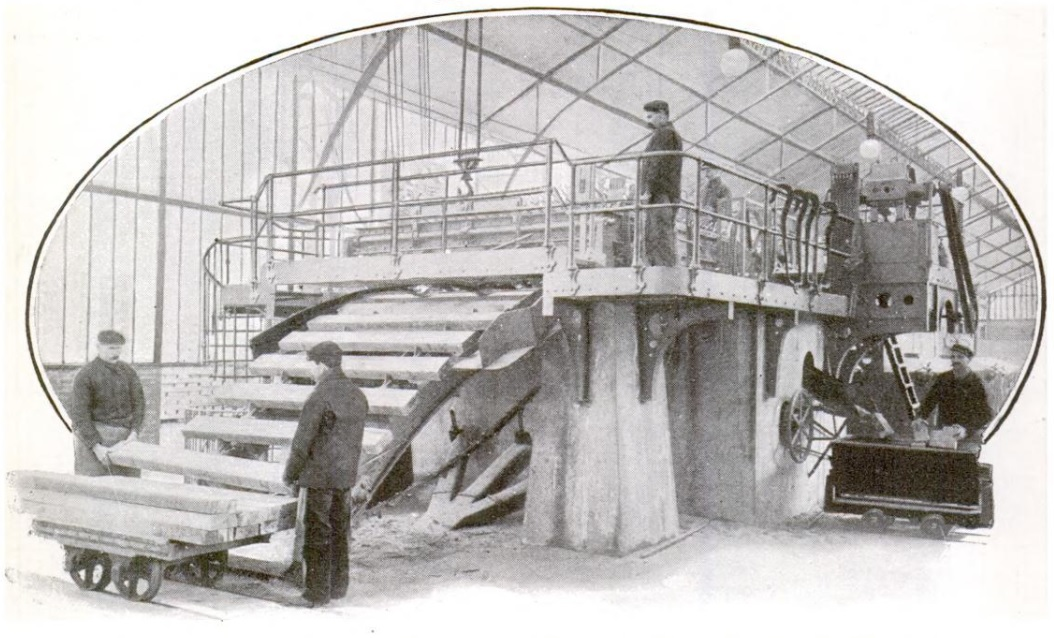
Les madriers étaient transportés vers la machine à scier le parquet Josse sur des wagonnets à voie étroite d'un chemin de fer Decauville.

La « tronçonneuse » (en anglais : Josse Block-Sawing Machine) était une machine à scier les parquets en bois qui produisait 24 000 blocs de parquet en bois de bout par heure,,.

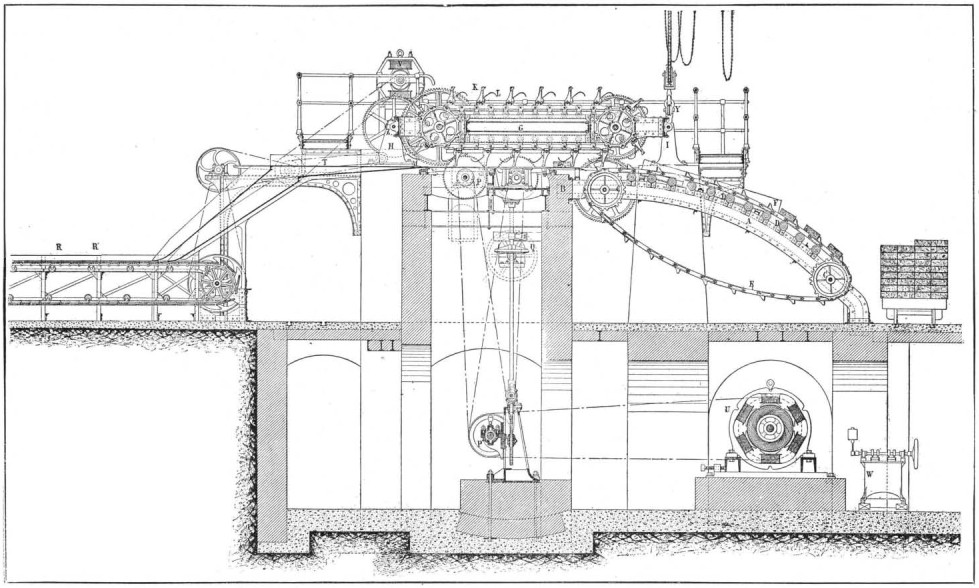
Coupe longitudinale à travers la scie à parquet Josse.

La longueur des planches correspondait à un peu plus de seize fois la hauteur d'un bloc, car elles étaient posées avec des fibres verticales, c'est-à-dire comme des pavés de bois ou des parquets de bois de bout. Les pavés en bois étaient appréciés à Paris, notamment parce que les sabots des chevaux et les roues en bois des chariots à pneus de fer y circulaient beaucoup plus silencieusement que sur la pierre.
La largeur et l'épaisseur des planches correspondaient aux dimensions horizontales des blocs posés. Deux ouvriers soulevaient les madriers un par un du chariot et les déposaient sur un tapis roulant composé de deux chaînes E sans fin, reliées par des liaisons transversales. Les chaînes circulaient sur des pignons O, fixés aux extrémités d'un cadre incliné A, et sur des rouleaux D répartis le long de la surface supérieure légèrement convexe du cadre. Deux guides en tôle de fer maintenaient les madriers dans la bonne position et veillaient à ce qu'ils arrivent correctement sur la table horizontale sur laquelle ils étaient soulevés par le convoyeur incliné. Les madriers étaient poussés le long de cette table par des peignes K à 16 dents, fixés à deux chaînes sans fin qui tournaient sur des pignons. Les axes J-J' de ces roues étaient placés près des extrémités d'un cadre horizontal G qui se terminait par deux arbres, dont l'un pouvait tourner librement dans des paliers sur deux montants H, tandis que l'autre était supporté par des chaînes I. Devant chaque dent des peignes se trouvait un ressort L. La fonction de ces ressorts était de presser les madriers contre la table avant le sciage et les pavés après le sciage. Près du bord de la table, là où les peignes et les ressorts montaient et libéraient les blocs, ces derniers étaient maintenus sur la table par un jeu de petites roues M montées sur des ressorts. Chaque peigne portait deux petites brosses qui balayaient tous les déchets dans des trous sur les côtés de la table.

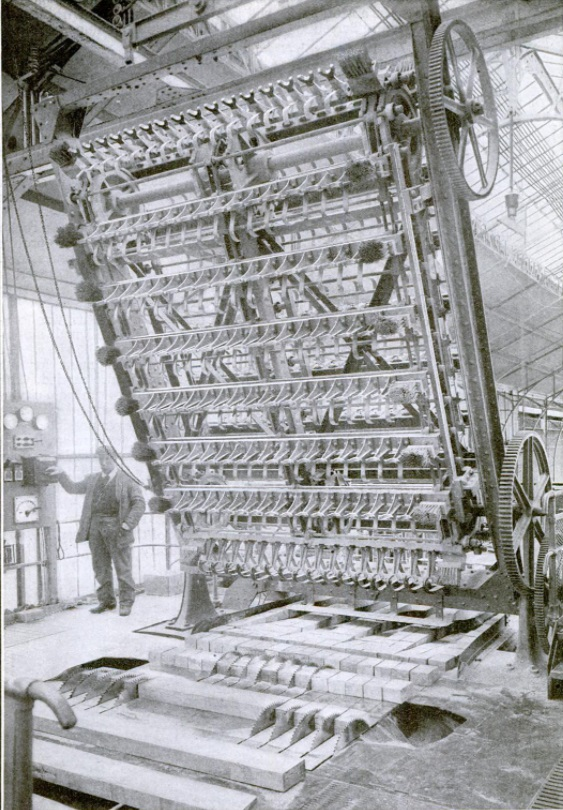
Les planches étaient amenées entre les scies circulaires par les doigts d'un tapis roulant sans fin.

Les scies circulaires dépassaient de la table par des fentes. Il y avait 17 lames de scie circulaire d'un diamètre d'environ 635 mm (25 pouces), montées sur trois arbres, dont deux étaient alignés entre eux, mais pas le troisième, P. Cette disposition a été choisie pour éviter les vibrations excessives d'un seul arbre aussi long que les madriers, supportant 17 scies et faisant 2 000 tours par minute. Le long arbre ne pouvait pas être rigidifié par des paliers intermédiaires en raison de la faible distance entre les scies. Il a donc été décidé de répartir les scies sur trois arbres courts qui n'étaient pas alignés. Chaque arbre était monté sur des roulements à billes et entraîné par deux poulies, une à chaque extrémité. Les paliers reposaient sur des poutres en fer encastrées dans la maçonnerie.
Juste en dessous des scies, dans le sous-sol du bâtiment, se trouvait l'arbre d'entraînement principal, qui portait six roues reliées par des courroies aux roues situées sur les arbres des scies. L'arbre d'entraînement était monté de manière à pouvoir être déplacé vers le haut et vers le bas afin de desserrer et de tendre les courroies. Ce réglage pouvait être effectué depuis le sol principal. La lame de scie était constituée d'une série de plaques de fonte relevables qui pouvaient être retournées pour vérifier et régler les scies. Les roulements étaient directement lubrifiés. La résine qui s'accumulait sur le bois de pin lors du sciage était éliminée par de fins jets de kérosène pompés dans un réservoir de 22,5 litres (5 gallons) à travers trois tuyaux principaux et 34 tuyaux secondaires, et occasionnellement pulvérisés sur les deux côtés de toutes les scies, sans interrompre le fonctionnement de la machine, en ouvrant les robinets des trois tuyaux principaux qui alimentaient les trois groupes de sciage.
Chacun des deux groupes de sciage, disposés en ligne, contenait 5 scies et coupait de chaque madrier une extrémité de chute ou un rognage ainsi que 4 pavés. Les deux groupes de scies s'engageaient simultanément dans les madriers. La partie centrale de la planche était transférée entre eux au troisième groupe de sciage, qui comprenait 7 scies et divisait le reste en 8 blocs de même taille. Les 16 blocs ainsi découpés presque simultanément continuaient à avancer sur la table, poussés par les dents du convoyeur et maintenus par les ressorts L, jusqu'à ce qu'ils passent sous les roues à ressort M, où ils restaient jusqu'à ce qu'ils soient poussés par le groupe de blocs suivant.
À partir de là, les blocs avançaient progressivement, au fur et à mesure qu'ils étaient poussés par les nouveaux blocs qui arrivaient. Lorsqu'ils atteignaient l'extrémité de la table, ils glissaient sur deux plans inclinés, divisés en 16 compartiments par des cloisons verticales, jusqu'aux trois bandes d'un convoyeur horizontal, d'où ils étaient pris en charge par une équipe de huit ouvriers et empilés dans des wagonnets. Les wagonnets chargés étaient transportés par les rails de chemin de fer Decauville vers l'installation de créosote, d'où les blocs imprégnés de créosote étaient poussés vers les halls de stockage.
Les scies étaient entraînées par un moteur électrique U d'une puissance de 80 kW (110 CV), installé dans le sous-sol et relié à l'arbre principal P' par deux courroies. Ce moteur était commandé par un régulateur de liquide W avec ampèremètre et coupure de sécurité. Deux autres disjoncteurs, un ampèremètre, un voltmètre et l'appareil de commande d'un moteur U de 3 kW, qui alimentait les tapis roulants, étaient reliés à un tableau électrique à l'étage principal. Enfin, un pont roulant et un treuil permettaient d'extraire les scies pour les rééquiper. La machine à scier le parquet Josse pouvait scier 25 planches par minute. Comme chaque madrier fournissait 16 blocs, le rendement théorique de la machine était de 400 blocs par minute ou, en une journée de 10 heures, de 25 × 16 × 60 × 10 = 240 000 blocs.
Dans la pratique, il fallait s'accommoder d'inévitables interruptions, mais en une journée de travail, une petite montagne de pavés pouvait tout de même être produite avec l'aide de 20 hommes ou moins.

## La créosote

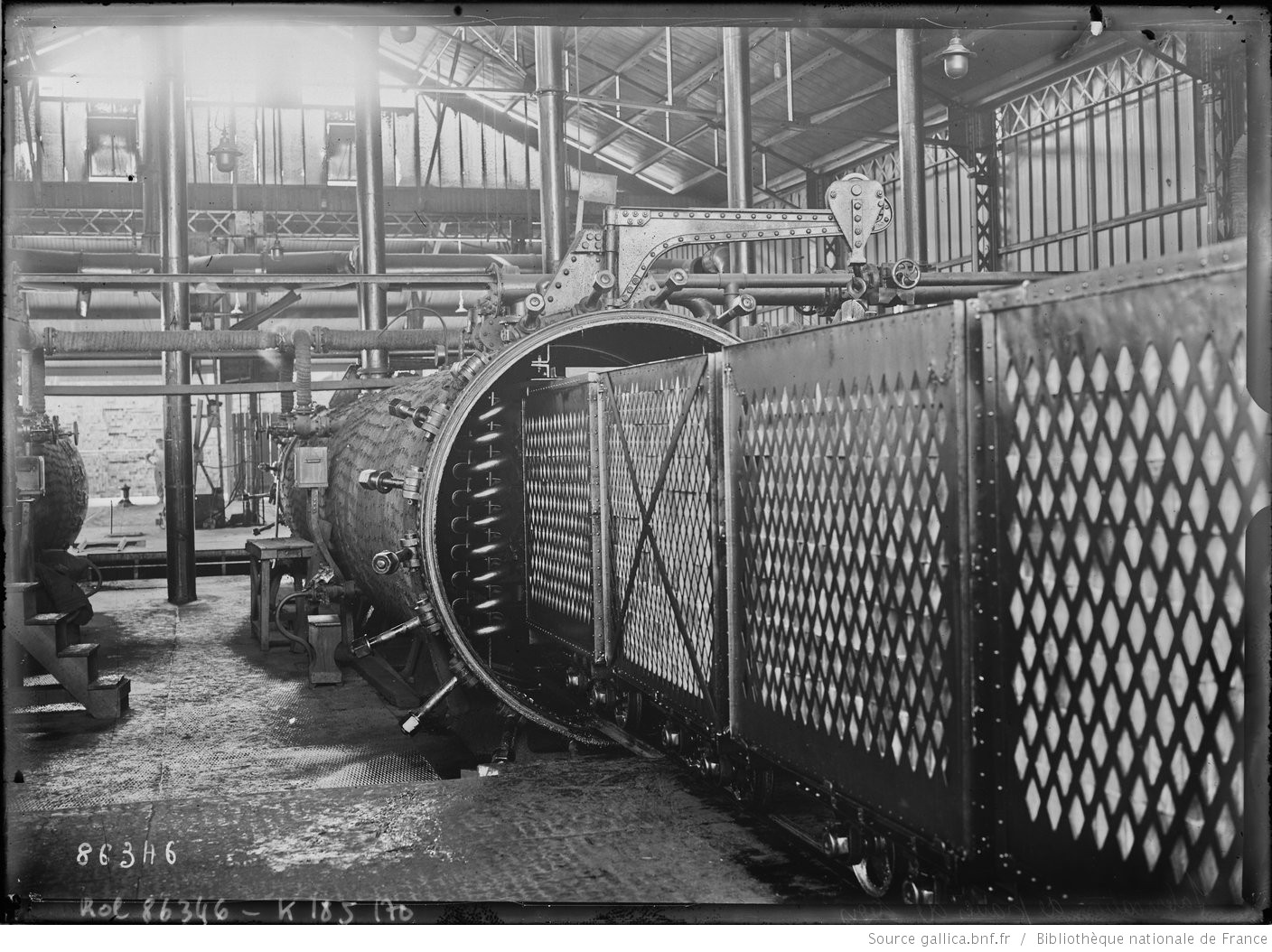
Les pavés étaient ensuite créosotés et séchés dans ces gros autoclaves.

Les pavés de bois étaient soigneusement empilés sur une chaîne de montage dans des wagons spéciaux à voie étroite et à parois latérales perforées, qui les amenaient d'abord à l'atelier de créosote, puis dans les entrepôts où ils étaient empilés jusqu'à ce qu'ils soient transportés vers les chantiers. Les autoclaves étaient conçus comme des réservoirs sous pression, de sorte qu'ils pouvaient être partiellement évacués et chauffés pendant le processus d'imprégnation.
La créosote, généralement obtenue à partir de goudron de houille, posait des problèmes pour l'environnement et la santé, car ses composants étaient difficilement dégradables, toxiques, voire cancérigènes, et polluaient l'environnement,,.

## Stockage

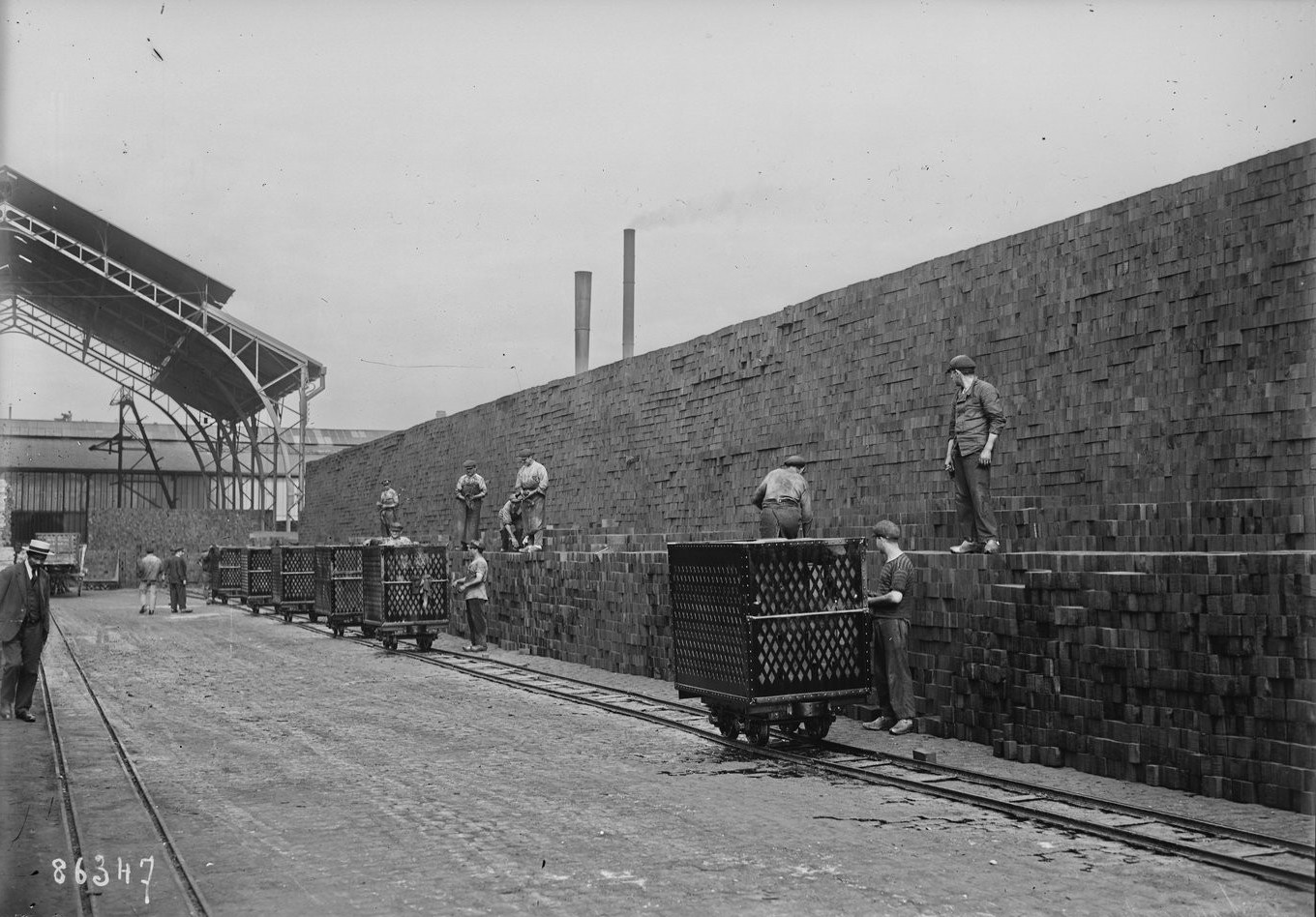
Les pavés étaient ensuite soigneusement empilés à l'extérieur.

Les blocs imprégnés de créosote étaient transportés par chemin de fer à voie étroite jusqu'à un lieu de stockage proche, où ils étaient empilés à l'air libre jusqu'à ce qu'ils soient acheminés par camion vers les chantiers routiers parisiens.

## Recyclage

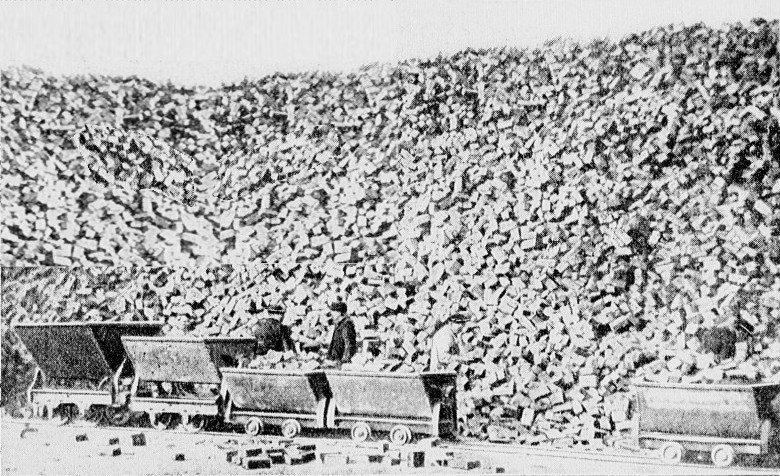
Traitement des vieux pavés en 1908.

Les vieux pavés étaient ramenés à l'usine et jetés pêle-mêle jusqu'à ce qu'ils soient triés. En effet, beaucoup d'entre eux ne sont pas complètement usés et sont encore sains ; ils subissent alors un traitement qui correspondait à leur état et à leur degré d'usure : les uns sont retaillés, les autres ébavurés. Le retaillage consiste à enlever la croûte déformée de la face supérieure à l'aide d'une scie circulaire. Lors de la deuxième opération, à l'aide de la machine d'ébarbage mécanique également imaginée par M. Josse, la barbe qui s'était formée sur le bord du pavé à la suite de l'écrasement des fibres provoqué par le roulement des voitures a été enlevée.
En ce qui concerne les déchets et les pavés trop usés, l'administration se montra prévoyante et économe, vendant le tout à 50 centimes le mètre cube. De plus, ces gravats étaient, avec la sciure, le seul combustible utilisé pour chauffer les chaudières de l'usine.